# Тварини Червоної книги Республіки Башкортостан
Тварини Червоної книги Республіки Башкортостан — це рідкісні, а також ті, що перебувають під загрозою зникнення види тварин на території Республіки Башкортостан, занесені до Червоної книги.
Нижче представлені тільки ті види тваринного світу, що віднесені до Червоної книги Республіки Башкортостан останнього видання (2004 р.), та які підлягають охороні. Це деякі види кільчастих червів (1 вид), комах (28 видів), риб (7 видів), земноводних (3 види), плазунів (6 видів), птахів (44 види) і ссавців (18 видів). Про кожний вид подано невелику характеристику щодо поширення на території Башкортостану та його чисельності на цій території, а також зазначено категорію рідкості виду.
Так, за нульовою категорією (ймовірно зникли) не представлені види, за першою категорією (під загрозою зникнення) представлено 28 видів, за другою категорією (скорочуються в чисельності) — 14, за третьою категорією (рідкісні) — 32, за четвертою категорією (невизначений стан) — 29, за п'ятою категорією (відновлювальні) — 4.
Відповідно до прийнятого Державною Думою Російської Федерації Закону «Про тваринний світ» від 22 березня 1995 року, прийнятої Постанови Уряду Російської Федерації від 19 лютого 1996 року № 158 «Про Червону книгу Російської Федерації», а також відповідно до прийнятого Наказу Міністерства природних ресурсів і екології Російської Федерації від 23 травня 2016 року № 306 «Про затвердження порядку ведення Червоної книги Російської Федерації» — визначено категорії рідкості видів (підвидів, популяцій) тварин.
Червона книга Республіки Башкортостан, як одна з регіональних Червоних книг Росії, користується загальноприйнятими для всіх суб'єктів федерації шістьома категоріями, проте самостійно визначає категорію, до якої відносить той чи інший вид тварини відповідного ареалу.

## Кільчасті черви
| Назва          | Ряд     | Родина         | Категорія | Поширення | Чисельність | Світлина |
| -------------- | ------- | -------------- | --- | --- | --- | -------- |
| П'явка медична | Щелепні | Щелепні п'явки | Червона книга Башкортостану відносить п'явку медичну до 3 категорії — як до рідкісного і нечисленного виду, поширеного на обмеженій території, передусім на північному кордоні ареалу. | Поширення п'явки відмічено в Балтачевському і Янаульскому районах Башкортостану в невеликих глибоких лісових озерах з чистою водою і мулистим ґрунтом. | Відомості щодо точної чисельності виду невідомі. Вважається надзвичайно рідкісним видом. Не переносить пересихання водойм, а також різких коливань рівня води в них. |          |

## Комахи
| Назва                       | Ряд               | Родина            | Категорія | Поширення | Чисельність | Світлина |
| --------------------------- | ----------------- | ----------------- | --- | --- | --- | -------- |
| Бабка перев'язана           | Бабки             | Бабки справжні    | Червона книга Башкортостану відносить бабку перев'язану до 3 категорії — як до рідкісного і нечисленного виду, поширеного на обмеженій території.                                                                           | У Республіці Башкортостан бабка поширена в більшій мірі в Уфимському, Чишминському і Буздяцькому районах.                                                                                    | Спостерігається середня чисельність виду. |          |
| Дозорець-імператор          | Бабки             | Коромисла         | Червона книга Російської Федерації визначає дозорця-імператора за 2 категорією, проте Червона книга Башкортостану відносить його до 3 категорії — як до рідкісного і нечисленного виду, поширеного на обмеженій території.  | На території Республіки Башкортостан личинкові стадії цього виду знайдені на озері Карагайли (Учалинський район).                                                                            | Спостерігається зменшення чисельності цього виду по всій території Башкортостану. |          |
| Богомол звичайний           | Богомоли          | Богомоли справжні | Червона книга Башкортостану відносить богомола звичайного до 3 категорії — як до рідкісного і нечисленного виду, поширеного на обмеженій території.                                                                         | Спостерігаються поодинокі знахідки виду в Уфимському, Альшеєвському, Хайбуллінскому і Зілаїрському районах.                                                                                  | Точні відомості відсутні. Дуже рідкісний і недостатньо вивчений вид. |          |
| Горбкуватий паличник        | Примарові         | Лонходіди         | Червона книга Башкортостану відносить горбкуватого паличника до 3 категорії — як до рідкісного і нечисленного виду, поширеного на обмеженій території.                                                                      | У Башкортостані паличник займає північну околицю ареалу. Поодинокі знахідки його відмічені лише в Уфимському (село Юматово) і Мелеузівському (околиці села Акбута) районах.                  | Дані про чисельність відсутні. Рідкість на території Башкортостану пояснюється мешканням цього виду на кордоні ареалу. |          |
| Дибка степова               | Прямокрилі        | Справжні коники   | Червона книга Російської Федерації визначає дибку степову за 2 категорією, проте Червона книга Башкортостану відносить її до 3 категорії — як до рідкісного і нечисленного виду, поширеного на обмеженій території.         | Поширення цього виду відмічено в Уфимському, Зілаїрському, Хайбуллінскому і Баймацькому районах.                                                                                             | Точні дані відсутні внаслідок руйнування природних середовищ існування (розорювання степів), застосування інсектицидів тощо. |          |
| Красотіл пахучий            | Твердокрилі       | Туруни            | Червона книга Російської Федерації визначає красотіла пахучого за 2 категорією, проте Червона книга Башкортостану відносить його до 3 категорії — як до рідкісного і нечисленного виду, поширеного на обмеженій території.  | Поширення цього виду відмічено в Архангельському, Чишминському, Альшеєвському і Уфимському районах.                                                                                          | Низка чисельність. Повсюди рідкісний вид у зв'язку з високою чутливістю до отрутохімікатів, що застосовуються для боротьби з шкідниками лісу, а також внаслідок вирубки лісів, застосування інсектицидів, неконтрольованого вилову колекціонерами.          |          |
| Жук-олень                   | Твердокрилі       | Рогачі            | Червона книга Російської Федерації визначає жука-оленя за 2 категорією, проте Червона книга Башкортостану відносить його до 1 категорії — як до виду, що знаходиться під загрозою зникнення.                                | Поширення виду відмічено в лісостеповій і гірничо-лісовій зонах Уфимського, Кушнаренковського, Архангельського і Гафурійського районів.                                                      | Чисельність виду на території республіки неухильно скорочується у зв'язку з вирубкою старих лісових масивів, дібров. |          |
| Жук-самітник                | Твердокрилі       | Пластинчастовусі  | Червона книга Російської Федерації визначає жука-самітника за 2 категорією, проте Червона книга Башкортостану відносить його до 3 категорії — як до рідкісного і нечисленного виду, поширеного на обмеженій території.      | Поширення виду відмічено в Уфимському, Бірському і Гафурійському районах. | Вид вважається скрізь рідкісний. У числі факторів, що лімітують — вирубка старих дубів, а також викорчовування пнів під час розчищення лісових масивів. |          |
| Хрущ мармуровий             | Твердокрилі       | Пластинчастовусі  | Червона книга Башкортостану відносить хруща мармурового до 3 категорії — як до рідкісного і нечисленного вид, поширеного на обмеженій території.                                                                            | Вид представлений переважно на півдні Башкортостану в лісостеповій зоні. Рідко зустрічається на території Уфимського району.                                                                 | Одиничні випадки. |          |
| Вусач альпійський           | Твердокрилі       | Вусачі            | Червона книга Російської Федерації визначає вусача альпійського за 2 категорією, проте Червона Книга Башкортостану відносить його до 3 категорії — як до рідкісного і нечисленного виду, поширеного на обмеженій території. | В Башкортостані альпійський вусач знайдений відносно нещодавно. Поширений переважно в Гафурійскому, Мелеузівському, Архангельському та Іглінському районах.                                  | Дані про чисельність відсутні. Надзвичайно рідкісний вид, взятий під охорону. |          |
| Аскалаф строкатий           | Сітчастокрилі     | Аскалафи          | Червона книга Башкортостану відносить аскалафа строкатого до 4 категорії — як до такого виду, про якого немає достатніх відомостей щодо стану в природі.                                                                    | В Башкортостані аскалаф дуже рідкісний і займає північну околицю ареалу, одинично зустрічається в степових і лісостепових районах. У заповіднику «Шульган-Таш» зазначений, як рідкісний вид. | Точні дані про чисельність відсутні. Рідкісний вид, який скорочується в результаті збільшення рекреаційного навантаження і впливу господарської діяльності в місцях проживання. Може бути об'єктом колекціонування.                                         |          |
| Ксилокопа звичайна          | Перетинчастокрилі | Антофоріди        | Червона книга Башкортостану відносить ксилокопу звичайну до 4 категорії — як до такого виду, про якого немає достатніх відомостей щодо стану в природі.                                                                     | В Башкортостані вид часто зустрічається на лісових галявинах і узліссях, поблизу житла людини, в телеграфних стовпах і старих дерев'яних будівлях.                                           | В останні роки помітно знизилася чисельність. Лімітуючим чинником є скорочення зручних місць для гніздування: вирубка дерев, відсутність дерев'яних будівель; застосування отрутохімікатів тощо.                                                            |          |
| Бджола медоносна башкирська | Перетинчастокрилі | Бджолині          | Червона книга Башкортостану відносить бджолу медоносну до 4 категорії — як до такого виду, про якого популяція не визначена.                                                                                                | Вид поширений в лісових зонах Башкортостану в межах Бурзянського і суміжних з ним територій Мелеузівського, Ішимбайського, Бєлорєцького, Кугарчинського,Зілаїрського районів.                | Щільність сімей бджіл у природних дуплах, колодах на лісових територіях коливається від 0,1 до 1-3 на км². |          |
| Джміль вірменський          | Перетинчастокрилі | Бджолині          | Червона книга Башкортостану відносить джміля вірменського до 4 категорії — як до рідкісного виду, про стан якого в природі немає достатніх відомостей.                                                                      | Поширення цього виду відмічено в Туймазинському, Дюртюлинському, Мелеузівському, Зілаїрському і Зіанчуринському районах.                                                                     | В Башкортостані дуже рідкісний. Низька чисельність обумовлена становищем популяції на краю ареалу. Негативно впливає щодо чисельності виду розорювання степів і лугів, інтенсивний випас худоби, викошування трави, непомірне застосування отрутохімікатів. |          |
| Джміль мінливий             | Перетинчастокрилі | Бджолині          | Червона книга Башкортостану відносить джміля мінливого до 4 категорії — як до рідкісного виду, про стан якого в природі немає достатніх відомостей.                                                                         | Поширення цього виду відмічено в Уфимському, Куюргазинському, Бурзянському районах. | В Башкортостані зустрічається поодиноко в зв'язку з розташуванням популяції на краю ареалу. У числі факторів, що лімітують — розорювання лугів і степів, випас худоби, сінокосіння, застосування пестицидів.                                                |          |
| Джміль незвичайний          | Перетинчастокрилі | Бджолині          | Червона книга Башкортостану відносить джміля незвичайного до 4 категорії — як до рідкісного виду, про стан якого в природі немає достатніх відомостей.                                                                      | Поширення відмічено в Дюртюлинському, Уфимському, Зіанчуринскому районах. | Є рідкісним видом. Поодиноко зустрічався на околицях села Абзаково (Зіанчуринський район). Точна чисельність невідома. |          |
| Сембліс гарний              | Волохокрильці     | Фріганеїди        | Червона книга Башкортостану відносить сембліса гарного до 4 категорії — як до рідкісного виду, про стан якого в природі немає достатніх відомостей.                                                                         | Поширення на території Башкортостану відмічено біля річок Бєлорєцького і Бурзянського районів.                                                                                               | Дані про чисельність відсутні. Вважається скрізь рідкісним. |          |
| Мнемозина                   | Лускокрилі        | Косатцеві         | Червона книга Башкортостану відносить мнемозину до 3 категорії — як до рідкісного і нечисленного виду, поширеного на обмеженій території.                                                                                   | Поширений у південній частині Республіки Башкортостан. | Простежується тенденція до скорочення чисельності, проте в деяких місцях щільність може бути досить високою. Точні відомості відсутні. |          |
| Аполлон                     | Лускокрилі        | Косатцеві         | Червона книга Башкортостану відносить аполлона до 2 категорії — як до виду, чисельність якого скорочується. | Поширення відмічено в Єрмекеєвському, Федорівському, Гафурійскому, Ішимбайському, Мелеузівському, Кугарчинському районах, а також на Уралі і в Заураллі.                                     | Чисельність скорочується, однак в деяких локальних місцях проживання щільність може бути досить високою. |          |
| Махаон                      | Лускокрилі        | Косатцеві         | Червона книга Башкортостану відносить махаона до 4 категорії — як до рідкісного виду, про стан якого в природі немає достатніх відомостей.                                                                                  | В Башкортостані зустрічається всюди, але відносно рідко. | У південних районах Башкортостану чисельність значна вища, ніж у північних, проте точна чисельність невідома. |          |
| Подалірій                   | Лускокрилі        | Косатцеві         | Червона книга Башкортостану відносить подалірія до 4 категорії — як до рідкісного виду, про стан якого в природі немає достатніх відомостей.                                                                                | Частіше зустрічається в степовій і лісостеповій зонах Башкортостану. | Чисельність коливається. Скорочення чисельності не спостерігається, проте в деяких місцях проживання щільність цього виду може бути досить низькою. |          |
| Трифіза Фрина               | Лускокрилі        | Сатириди          | Червона книга Башкортостану відносить трифізу до 2 категорії — як до виду, чисельність якого скорочується. | Поширення відмічено в степових районах Башкортостану. Скрізь поодиноко, крім Зіанчуринського району (хребет Шайтан-Тау), де спостерігається активність цих метеликів.                        | Малочисельний вид, який утворює невеликі популяції. |          |
| Сатурнія мала               | Лускокрилі        | Сатурнієві        | Червона книга Башкортостану відносить сатурнію малу до 3 категорії — як до рідкісного виду з малою чисельністю і обмеженою територією.                                                                                      | Поширення цього виду відмічено в межах всієї гірничо-лісової зони Башкортостану, передусім в Бєлорєцьку, селі Тукан Бєлорєцького району та селі Сарга Бурзянського району.                   | Чисельність скорочується, проте в деяких локальних місцях проживання може бути досить високою. |          |
| Персефона                   | Лускокрилі        | Сатириди          | Червона книга Башкортостану відносить персефону до 3 категорії — як до рідкісного виду з малою чисельністю і обмеженою територією.                                                                                          | Поширення відмічено в степовій зоні Зауралля (Хайбуллінський район). | Чисельність невідома. Рідкісний вид, який утворює нечисленні популяції. |          |
| Сонцевик адмірал            | Лускокрилі        | Сонцевики         | Червона книга Башкортостану відносить сонцевика адмірала до 4 категорії — як до рідкісного виду, про стан якого в природі немає достатніх відомостей.                                                                       | Поширення відмічено у багатьох районах Башкортостану, але або поодиноко, або в малій чисельності.                                                                                            | Чисельність всюди невисока. Зрідка виникають спалахи масового розмноження. |          |
| Ендроміс березовий          | Лускокрилі        | Шовкокрилі        | Червона книга Башкортостану відносить ендроміса березового до 3 категорії — як до рідкісного виду з малою чисельністю і обмеженою територією.                                                                               | Зустрічається в гірничо-лісовій зоні Бєлорєцького і Бурзянського районів. | Відомості про чисельність відсутні. Дуже рідкісний. |          |
| Бражник сліпий              | Лускокрилі        | Бражникові        | Червона книга Башкортостану відносить бражника сліпого до 3 категорії — як до рідкісного виду з малою чисельністю і обмеженою територією.                                                                                   | Поширення спостерігається в Альшеєвському, Кумертауському і Бурзянському районах. | Точні відомості про чисельність цього виду на території Башкортостану відсутні. Дуже рідкісний. |          |
| Ктир велетенський           | Двокрилі          | Ктирі             | Червона книга Башкортостану відносить ктиря велетенського до 4 категорії — як до рідкісного виду, про стан якого в природі немає достатніх відомостей.                                                                      | Поширення відмічено в південній частині Зілаїрського району. | Точні відомості про чисельність цього виду на території Башкортостану відсутні. Зустрічається поодиноко. |          |

## Риби
| Назва               | Ряд             | Родина    | Категорія | Поширення | Чисельність | Світлина |
| ------------------- | --------------- | --------- | --- | --- | --- | -------- |
| Осетер руський      | Осетроподібні   | Осетрові  | Червона книга Башкортостану відносить осетра руського до 4 категорії — як до рідкісного виду з невизначеним станом. | Поширення осетра спостерігається в нижній течії річок Біла і Уфа.                                                                         | Відмічена низька чисельнсть. |          |
| Стерлядь            | Осетроподібні   | Осетрові  | Червона книга Башкортостану відносить стерлядь до 5 категорії — як до виду, що відновлює свою чисельність. | За даними спостережень останніх років стерлядь мешкає в річках Біла, Уфа, Дьома, Сім, Уршак. У малих річках не живе.                      | В останнє десятиліття відбувається збільшення чисельності стерляді в басейні річки Біла.                                                      |          |
| Пструг струмковий   | Лососеподібні   | Лососеві  | Червона книга Башкортостану відносить пструга струмкового до 3 категорії — як до рідкісного і нечисленного виду, поширеного на обмеженій території.                                                                      | Досить поширений вид у річках гірничо-лісової зони: в річках Узян, Нугуш і Зіган та їх притоках; а також в Заураллі в притоці річки Урал. | Не більше 10 тисяч цього виду. |          |
| Таймень звичайний   | Лососеподібні   | Лососеві  | Червона книга Башкортостану відносить тайменя звичайного до 2 категорії — як до виду, що скорочується в чисельності. | Спостерігається в басейні річок Ками, Уфи, а також на гірських ділянках річки Біла і її деяких приток: Сім, Інзер, Лемеза.                | Зустрічається дуже рідко. Основні обмежувальні фактори — браконьєрський вилов, забруднення води.                                              |          |
| Харіус європейський | Лососеподібні   | Харіусові | Червона книга Башкортостану відносить харіуса європейського до 2 категорії — як до виду, що скорочується в чисельності.                                                                                                  | Поширений в басейнах річок Урал, Біла, Уфа, а також зустрічається в річках східного схилу Уральського хребта і Зауралля.                  | Чисельність всюди низька, за винятком маловідвідуваних туристами глухих тайгових водотоків, де вона може досягати 0,5 тис. особин на 1 км.    |          |
| Бистрянка російська | Коропоподібні   | Коропові  | Червона книга Башкортостану відносить бистрянку російську до 2 категорії — як до виду, що скорочується в чисельності. | Вид виявлено в річках Біла, Нугуш, Зілім, Інзер, Лемеза, Сім.                                                                             | В цілому спостерігається невисока чисельність, але в деяких гірських чистих річках вона є звичайним видом, добре відомим місцевому населенню. |          |
| Бабець звичайний    | Скорпеноподібні | Бабцеві   | Червона книга Російської Федерації визначає бабця звичайного за 2 категорією, проте Червона Книга Башкортостану відносить його до 3 категорії — як до рідкісного і нечисленного виду, поширеного на обмеженій території. | Виявлений в струмках басейну річок Біла, Уфа.                                                                                             | Чисельність всюди низька. |          |

## Земноводні
| Назва               | Ряд       | Родина       | Категорія | Поширення                                                                                           | Чисельність                                         | Світлина |
| ------------------- | --------- | ------------ | --- | --------------------------------------------------------------------------------------------------- | --------------------------------------------------- | -------- |
| Тритон гребінчастий | Хвостаті  | Саламандрові | Червона книга Башкортостану відносить тритона гребінчастого до 3 категорії — як до рідкісного і нечисленного виду, поширеного на обмеженій території. | Відмічено в Баймацькому, Бірському, Бурзянському, Дюртюлинському, Іглінському, Уфимському районах.  | Відомості щодо чисельності відсутні.                |          |
| Жаба ставкова       | Безхвості | Жаб'ячі      | Червона книга Башкортостану відносить жабу ставкову до 4 категорії — як до рідкісного і маловивченого виду.                                           | Відмічено в Альшеєвському, Бєлорєцькому, Краскокамському, Куюргазинському, Нурімановському районах. | Відомості щодо чисельності відсутні.                |          |
| Жаба трав'яна       | Безхвості | Жаб'ячі      | Червона книга Башкортостану відносить жабу ставкову до 4 категорії — як до рідкісного і маловивченого виду.                                           | Вид вивчений недостатньо. Переважно зустрічається в лісових і лісостепових районах Башкортостану.   | Відомості щодо чисельності відсутні. Рідкісний вид. |          |

## Плазуни
| Назва              | Ряд      | Родина               | Категорія | Поширення | Чисельність                                                        | Світлина |
| ------------------ | -------- | -------------------- | --- | --- | ------------------------------------------------------------------ | -------- |
| Болотна черепаха   | Черепахи | Прісноводні черепахи | Червона книга Башкортостану відносить болотну черепаху до 2 категорії — як до рідкісного виду, що скорочується.                                           | Вид заселений переважно в південних районах Башкортостану: в Куюргазинському, Кугарчинському, Мелеузівському, Зіанчуринському, Зілаїрському, Хайбуллінському, Баймацькому районах.              | Утворює ряд локальних популяцій в басейні річки Урал.              |          |
| Веретільниця ламка | Лускаті  | Веретільницеві       | Червона книга Башкортостану відносить веретільницю ламку до 3 категорії — як до рідкісного виду з невисокою чисельністю, поширеного на значній території. | Відмічено в лісових та лісостепових районах Башкортостану. | Відомості щодо чисельності відсутні.                               |          |
| Мідянка звичайна   | Лускаті  | Полозові             | Червона книга Башкортостану відносить мідянку звичайну до 3 категорії — як до рідкісного виду з невисокою чисельністю, поширеного на значній території.   | Переважно зустрічається в гірських і лісостепових районах (Бєлорєцький, Бурзянський, Зіанчуринський, Уфимський та інші райони).                                                                 | Відомості щодо чисельності відсутні.                               |          |
| Полоз візерунковий | Лускаті  | Полозові             | Червона книга Башкортостану відносить полоза візерункового до 4 категорії — як до рідкісного і маловивченого виду.                                        | Вивчений недостатньо. Зустрічається передусім в південних районах Башкортостану: в Мелеузівському, Баймацькому, Хайбуллінському районах.                                                        | Відомості щодо чисельності відсутні.                               |          |
| Вуж водяний        | Лускаті  | Полозові             | Червона книга Башкортостану відносить вужа водяного до 4 категорії — як до рідкісного і маловивченого виду.                                               | Поширення не вивчено. Є суперечливі відомості про поширення виду в Баймацькому, Бєлорєцьком і Мелеузівському районах; імовірно зустрічається також в Зіанчуринському і Хайбуллінському районах. | Відомості щодо чисельності відсутні. Відомі лише одиничні випадки. |          |
| Гадюка степова     | Лускаті  | Гадюкові             | Червона книга Башкортостану відносить гадюку степову до 3 категорії — як до рідкісного виду з невисокою чисельністю, поширеного на значній території.     | Вид поширений в Баймацькому, Зіанчуринському і Хайбуллінському районах. | Відомості щодо чисельності відсутні.                               |          |

## Птахи
| Назва              | Ряд              | Родина      | Категорія | Поширення | Чисельність                                      | Світлина |
| ------------------ | ---------------- | ----------- | --- | --- | ------------------------------------------------ | -------- |
| Гагара чорношия    | Гагароподібні    | Гагарові    | Червона книга Російської Федерації визначає гагару чорношию за 2 категорією, проте Червона книга Башкортостану відносить її до 1 категорії — як до виду, що знаходиться під загрозою зникнення. | Зрідка спостерігаються лише весною і восени (верхів'я річки Сакмара, озер Талкас, Великі Учали, Ургун, Лазневе, Султанкуль, Асли-Куль і на Павлівському водосховищі). Також відмічені спорадичні випадки гніздування в Абзеліловському і Учалинському районах. | Точні відомості щодо чисельності відсутні.       |          |
| Пірникоза сірощока | Пірникозоподібні | Пірникозові | Червона книга Башкортостану відносить пірникозу сірощоку до 2 категорії — як до виду, чисельність якого скорочується.                                                                           | У 60-70-х роках XX-го століття помічено біля озер Асли-Куль, Толпак, Шингаккуль, а також біля озер Атавди, Улянди, Суртанди, Сатка, Чебаркуль (Абзеліловський район), Карагайли (Учалинський район).                                                           | Сучасних відомостей щодо чисельності виду немає. |          |
| Бугай              | Лелекоподібні    | Чаплеві     | Червона книга Башкортостану відносить бугая до 2 категорії — як до виду, чисельність якого скорочується.                                                                                        | Спостерігається гніздування на озерах Асли-Куль, Шингаккуль, річки Білої і її приток Швидкий Танип, Дьома, Зілім, Інзер, Лемеза, Нугуш, Сім, а також на Павлівському водосховищі і Белорєцькому ставку. У гірських районах зустрічається рідко.                | Імовірно гніздиться близько 600—800 пар.         |          |

## Ссавці
| Назва                 | Ряд          | Родина     | Категорія | Поширення | Чисельність | Світлина |
| --------------------- | ------------ | ---------- | --- | --- | --- | -------- |
| Хохуля руська         | Комахоїдні   | Кротові    | Червона книга Російської Федерації визначає хохулю за 2 категорією, проте Червона книга Башкортостану відносить її до 1 категорії — як до виду, що знаходиться під загрозою зникнення. | Відсутні достовірні відомості про поширення виду в Башкортостані. | У 60-ті роки в Башкортостані налічувалося 150—160 особин. Відомості про чисельність хохулі на даний час відсутні.                                                               |          |
| Їжачок вухатий        | Комахоїдні   | Їжакові    | Червона книга Башкортостану відносить їжака вухатого до 3 категорії — як до рідкісного і нечисленного виду, поширеного на обмеженій території.                                         | Спостерігається поширення в південному Заураллі (Абзеліловський, Баймацький, Хайбуллінський райони), дуже рідко — на півдні Зілаїрського і Зіанчуринського районів, а також в заказниках Куюргазинського району. | Точні відомості про чисельність цього виду на території Башкортостану відсутні..                                                                                                |          |
| Вечірниця мала        | Рукокрилі    | Лиликові   | Червона книга Башкортостану відносить вечірницю малу до 4 категорії — як до рідкісного виду, про стан якого в природі немає достатніх відомостей.                                      | Поширення відмічено в Бурзянському і Зіанчуринському районах. | Відомості про точну кількість відсутні. |          |
| Пергач пізній         | Рукокрилі    | Лиликові   | Червона книга Башкортостану відносить пергача пізнього до 4 категорії — як до рідкісного виду, про стан якого в природі немає достатніх відомостей.                                    | Поширений на півдні Передуралля, а також на півдні Уралу. | Зустрічається дуже рідко. |          |
| Пергач північний      | Рукокрилі    | Лиликові   | Червона книга Башкортостану відносить пергача північного до 4 категорії — як до рідкісного виду, про стан якого в природі немає достатніх відомостей.                                  | Поширення відмічено влітку в гірничо-лісових зонах Куюргазинського, Бурзянського, Мелеузівського, Гафурійського, Архангельського, Уфимського, Бірського, Бєлорєцького, Славуцького районів. | Чисельність невисока, помітно знижується. На Середньому Уралі вважається звичайним видом..                                                                                      |          |
| Нетопир карлик        | Рукокрилі    | Лиликові   | Червона книга Башкортостану відносить нетопира-карлика до 4 категорії — як до рідкісного виду, про стан якого в природі немає достатніх відомостей.                                    | Поширеність зафіксована в лісостеповому Передураллі (Чишминський, Мелеузівський райони). | Чисельність невідома. Імовірно дуже низька. |          |
| Нетопир лісовий       | Рукокрилі    | Лиликові   | Червона книга Башкортостану відносить нетопира лісового до 4 категорії — як до рідкісного виду, про стан якого в природі немає достатніх відомостей.                                   | Зустрічається в дрібних ізольованих поселеннях Зіанчуринського, Куюргазинського, Мелеузівського, Стерлітамацького районів. | Чисельність не визначена. Імовірно низька.. |          |
| Нічниця водяна        | Рукокрилі    | Лиликові   | Червона книга Башкортостану відносить нічницю водяну до 4 категорії — як до рідкісного виду, про стан якого в природі немає достатніх відомостей.                                      | Зустрічається в печерах Шульган-Таш і Жовтнева. Влітку зустрічається також в Кутуцьких печерах на межиріччі річок Біла і Нугуш. | В межах ареалу широко поширена, місцями досить чисельний вид, проте точні відомості відсутні внаслідок недостатньої вивченості виду.                                            |          |
| Нічниця війчаста      | Рукокрилі    | Лиликові   | Червона книга Башкортостану відносить нічницю війчасту до 4 категорії — як до рідкісного виду, про стан якого в природі немає достатніх відомостей.                                    | Поширена в південній частині Передуралля і в гірничо-лісових зонах Куюргазинського, Бурзянського, Архангельського, Іглінського районів. | Відомості про чисельність відсутні. Імовірно низька, знижується.. |          |
| Нічниця ставкова      | Рукокрилі    | Лиликові   | Червона книга Башкортостану відносить нічницю ставкову до 4 категорії — як до рідкісного виду, про стан якого в природі немає достатніх відомостей.                                    | Поширеність відмічена в печерах Шульган-Таш, в печерах нижньої течії річки Урюк, в печері Кизил-Яр середньої течії річки Великий Інзер і в печері Куєшта річки Сім. У літній період спостерігається у верхній, середній і нижній течіях річки Біла, в низов'ях річок Сім і Урюк, верхній течії річки Сакмара.                                                                                                   | На території республіки Башкортостан чисельність цього виду малодосліджена. |          |
| Бабак степовий        | Гризуни      | Вивіркові  | Червона книга Башкортостану відносить бабака степового до 5 категорії — як до виду, що відновлює свою чисельність.                                                                     | Поширеність відмічена в 13 західних, південно-західних і південних районах Башкортостану. | Чисельність сягає близько 7,5 тисяч особин. В останні роки спостерігається деяке збільшення чисельності внаслідок самостійного розселення і освоєння раніше займаних територій. |          |
| Політуха сибірська    | Гризуни      | Вивіркові  | Червона книга Башкортостану відносить політуху сибірську до 4 категорії — як до рідкісного виду, про стан якого в природі немає достатніх відомостей.                                  | Вид зустрічається в Башкирському державному заповіднику, в долині річки Куркатау, в басейні річки Яман-Зілаїр і на північно-східній частині хребта Шайтан-Тау. | Скрізь рідкісний. Точні відомості відсутні. |          |
| Жолудниця європейська | Гризуни      | Вовчкові   | Червона книга Башкортостану відносить жолудницю європейську до 4 категорії — як до рідкісного виду, про стан якого в природі немає достатніх відомостей.                               | Поширеність відмічена в Дюртюлинському районі, біля водоспаду «Атиш» на річці Лемеза, поблизу гирла річки Юрюзань, а також в Башкирському державному заповіднику, в долинах річки Біла і притоки річки Нугуш. | Чисельність низька. У числі обмежуючих факторів — дефіцит придатних для влаштування гнізд дуплистих дерев і скельних виходів..                                                  |          |
| Тушкан великий        | Мишоподібні  | Стрибакові | Червона книга Башкортостану відносить тушкана великого до 4 категорії — як до рідкісного виду, про стан якого в природі немає достатніх відомостей.                                    | Поширення помічено на територіях Янаульського, Дюртюлинського, Бакалінського, Чекмагушевського, Туймазинського, Буздяцького, Кармаскалинського, Давлеканівського, Альшеєвського, Міякинського, Стерлібашевського, Стерлітамацького, Зіанчуринського, Зілаїрського, Кумертауського районів. Також спостерігається на околицях станції Шингак-Куль Чишминського району і села Бала-Четирман Федорівського району. | Відомості про чисельність відсутні. Імовірно низька, знижується.. |          |
| Пискуха степова       | Зайцеподібні | Пискухові  | Червона книга Башкортостану відносить пискуху степову до 4 категорії — як до рідкісного виду, про стан якого в природі немає достатніх відомостей.                                     | Вид виявлено на хребті Південний Крака, а також на хребтах Криктитау, Великий Ірендик, Урал-Тау, Шайтан-Тау в Зіанчуринському і Хайбуллінському районах. | Точні відомості щодо чисельності відсутні. |          |
| Видра річкова         | Хижі         | Куницеві   | Червона книга Башкортостану відносить видру річоку до 2 категорії — як до виду, що скорочується в чисельності.                                                                         | Зустрічається у річках: Ік, Біла, Уфа, Сім, Сакмара, Юрюзань, Великий Ік, Ай, Великий Інзер та їх притоках. Сліди життєдіяльності видри відмічені в 20 районах Башкортостану. | Точна кількість не з'чсована. За експертними оцінками поголів'я налучіє приблизно до 200 особин.                                                                                |          |
| Норка європейська     | Хижі         | Куницеві   | Червона книга Башкортостану відносить норку європейську до 2 категорії — як до виду, що скорочується в чисельності.                                                                    | Поширена в Архангельському, Бєлокатайському, Бєлорєцькому, Нуріманівському, Гафурійському, Дуванському, Караїдельському, Аскінському районах. | Відомості про чисельність відсутні. Різко знижується.. |          |
| Марал                 | Парнокопитні | Оленеві    | Червона книга Башкортостану відносить марала до 3 категорії — як до рідкісного і нечисленного виду, поширеного на обмеженій території.                                                 | Точна площа поширення виду невідома. Фрагментарні осередки. | Відомості про чисельність відсутні. |          |

## Виноски
1. ↑  Постановление Кабинета Министров Республики Башкортостан от 11 сентября 2001 г. N 231 "О Красной Книге Республики Башкортостан". Архів оригіналу за 10 листопада 2011. Процитовано 2 квітня 2017. [Архівовано 2011-11-10 у Wayback Machine.](рос.)
2. ↑  «О редких и находящихся под угрозой исчезновения видах животных и растений, занесенных в Красную книгу Республики Башкортостан». Архів оригіналу за 18 березня 2013. Процитовано 2 квітня 2017.(рос.)
3. ↑  Баянов, М. Г. (2015—2017). Редкие виды животных // Башкирская энциклопедия. Архів оригіналу за 3 квітня 2017. Процитовано 2 квітня 2017. [Архівовано 2017-04-03 у Wayback Machine.](рос.)
4. ↑  Приказ Министерства природных ресурсов и экологии Российской Федерации от 23.05.2016 № 306 «Об утверждении порядка ведения Красной книги Российской Федерации». Государственная система правовой информации. 3 серпня 2016. Архів оригіналу за 6 травня 2017. Процитовано 2 квітня 2017.(рос.)
5. 1 2 3  Кольчатые черви Красной Книги Башкортостана - Медицинская пиявка. Красная книга Южного Урала. Архів оригіналу за 2 квітня 2017. Процитовано 2 квітня 2017. [Архівовано 2017-04-02 у Wayback Machine.] (рос.)
6. 1 2 3  Насекомые Красной Книги Башкортостана - Стрекоза перевязанная. Красная книга Южного Урала. Архів оригіналу за 5 травня 2017. Процитовано 2 квітня 2017. [Архівовано 2017-05-05 у Wayback Machine.] (рос.)
7. 1 2 3  Насекомые Красной Книги Башкортостана - Дозорщик-император. Красная книга Южного Урала. Архів оригіналу за 17 червня 2017. Процитовано 2 квітня 2017. [Архівовано 2017-06-17 у Wayback Machine.] (рос.)
8. 1 2 3  Насекомые Красной Книги Башкортостана - Обыкновенный богомол. Красная книга Южного Урала. Архів оригіналу за 2 квітня 2017. Процитовано 2 квітня 2017. [Архівовано 2017-04-02 у Wayback Machine.] (рос.)
9. 1 2 3  Насекомые Красной Книги Башкортостана - Двубугорчатый палочник. Красная книга Южного Урала. Архів оригіналу за 5 травня 2017. Процитовано 2 квітня 2017. [Архівовано 2017-05-05 у Wayback Machine.] (рос.)
10. 1 2 3  Насекомые Красной Книги Башкортостана - Cтепная дыбка. Красная книга Южного Урала. Архів оригіналу за 22 березня 2017. Процитовано 2 квітня 2017. [Архівовано 2017-03-22 у Wayback Machine.] (рос.)
11. 1 2 3  Насекомые Красной Книги Башкортостана - Пахучий красотел. Красная книга Южного Урала. Архів оригіналу за 5 травня 2017. Процитовано 2 квітня 2017. [Архівовано 2017-05-05 у Wayback Machine.] (рос.)
12. 1 2 3  Насекомые Красной Книги Башкортостана - Жук-олень. Красная книга Южного Урала. Архів оригіналу за 3 квітня 2017. Процитовано 2 квітня 2017. [Архівовано 2017-04-03 у Wayback Machine.] (рос.)
13. 1 2 3  Насекомые Красной Книги Башкортостана - Обыкновенный отшельник. Красная книга Южного Урала. Архів оригіналу за 5 травня 2017. Процитовано 2 квітня 2017. [Архівовано 2017-05-05 у Wayback Machine.] (рос.)
14. 1 2 3  Насекомые Красной Книги Башкортостана - Мраморный хрущ. Красная книга Южного Урала. Архів оригіналу за 8 квітня 2017. Процитовано 2 квітня 2017. [Архівовано 2017-04-08 у Wayback Machine.] (рос.)
15. 1 2 3  Насекомые Красной Книги Башкортостана - Усач альпийский, или голубой. Красная книга Южного Урала. Архів оригіналу за 3 квітня 2017. Процитовано 2 квітня 2017. [Архівовано 2017-04-03 у Wayback Machine.] (рос.)
16. 1 2 3  Насекомые Красной Книги Башкортостана - Пестрый аскалаф. Красная книга Южного Урала. Архів оригіналу за 3 квітня 2017. Процитовано 2 квітня 2017. [Архівовано 2017-04-03 у Wayback Machine.] (рос.)
17. 1 2 3  Насекомые Красной Книги Башкортостана - Пчела-плотник. Красная книга Южного Урала. Архів оригіналу за 3 березня 2017. Процитовано 2 квітня 2017. [Архівовано 2017-03-03 у Wayback Machine.] (рос.)
18. 1 2 3  Насекомые Красной Книги Башкортостана - Башкирская (бурзянская) бортевая пчела. Красная книга Южного Урала. Архів оригіналу за 3 квітня 2017. Процитовано 2 квітня 2017. [Архівовано 2017-04-03 у Wayback Machine.] (рос.)
19. 1 2 3  Насекомые Красной Книги Башкортостана - Армянский шмель. Красная книга Южного Урала. Архів оригіналу за 3 квітня 2017. Процитовано 2 квітня 2017. [Архівовано 2017-04-03 у Wayback Machine.] (рос.)
20. 1 2 3  Насекомые Красной Книги Башкортостана - Изменчивый шмель. Красная книга Южного Урала. Архів оригіналу за 19 березня 2017. Процитовано 2 квітня 2017. [Архівовано 2017-03-19 у Wayback Machine.] (рос.)
21. 1 2 3  Насекомые Красной Книги Башкортостана - Необыкновенный шмель. Красная книга Южного Урала. Архів оригіналу за 4 травня 2017. Процитовано 2 квітня 2017. [Архівовано 2017-05-04 у Wayback Machine.] (рос.)
22. 1 2 3  Насекомые Красной Книги Башкортостана - Бабочковидный ручейник. Красная книга Южного Урала. Архів оригіналу за 5 травня 2017. Процитовано 2 квітня 2017. (рос.)
23. 1 2 3  Насекомые Красной Книги Башкортостана - Мнемозина. Красная книга Южного Урала. Архів оригіналу за 3 квітня 2017. Процитовано 2 квітня 2017. [Архівовано 2017-04-03 у Wayback Machine.] (рос.)
24. 1 2 3  Насекомые Красной Книги Башкортостана - Аполлон. Красная книга Южного Урала. Архів оригіналу за 4 травня 2017. Процитовано 2 квітня 2017. [Архівовано 2017-05-04 у Wayback Machine.] (рос.)
25. 1 2 3  Насекомые Красной Книги Башкортостана - Махаон. Красная книга Южного Урала. Архів оригіналу за 3 квітня 2017. Процитовано 2 квітня 2017. [Архівовано 2017-04-03 у Wayback Machine.] (рос.)
26. 1 2 3  Насекомые Красной Книги Башкортостана - Подалирий. Красная книга Южного Урала. Архів оригіналу за 4 травня 2017. Процитовано 2 квітня 2017. [Архівовано 2017-05-04 у Wayback Machine.] (рос.)
27. 1 2 3  Насекомые Красной Книги Башкортостана - Фрина. Красная книга Южного Урала. Архів оригіналу за 4 травня 2017. Процитовано 2 квітня 2017. [Архівовано 2017-05-04 у Wayback Machine.] (рос.)
28. 1 2 3  Насекомые Красной Книги Башкортостана - Павлиний глаз малый ночной. Красная книга Южного Урала. Архів оригіналу за 24 березня 2017. Процитовано 2 квітня 2017. [Архівовано 2017-03-24 у Wayback Machine.] (рос.)
29. 1 2 3  Насекомые Красной Книги Башкортостана - Антей. Красная книга Южного Урала. Архів оригіналу за 19 березня 2017. Процитовано 2 квітня 2017. [Архівовано 2017-03-19 у Wayback Machine.] (рос.)
30. 1 2 3  Насекомые Красной Книги Башкортостана - Адмирал. Красная книга Южного Урала. Архів оригіналу за 19 березня 2017. Процитовано 2 квітня 2017. [Архівовано 2017-03-19 у Wayback Machine.] (рос.)
31. 1 2 3  Насекомые Красной Книги Башкортостана - Шелкокрыл березовый. Красная книга Южного Урала. Архів оригіналу за 19 березня 2017. Процитовано 2 квітня 2017. [Архівовано 2017-03-19 у Wayback Machine.] (рос.)
32. 1 2 3  Насекомые Красной Книги Башкортостана - Бражник слепой. Красная книга Южного Урала. Архів оригіналу за 5 травня 2017. Процитовано 2 квітня 2017. [Архівовано 2017-05-05 у Wayback Machine.] (рос.)
33. 1 2 3  Насекомые Красной Книги Башкортостана - Гигантский ктырь. Красная книга Южного Урала. Архів оригіналу за 19 березня 2017. Процитовано 2 квітня 2017. [Архівовано 2017-03-19 у Wayback Machine.] (рос.)
34. 1 2 3  Рыбы Красной Книги Башкортостана - Русский осетр. Красная книга Южного Урала. Архів оригіналу за 3 квітня 2017. Процитовано 2 квітня 2017. [Архівовано 2017-04-03 у Wayback Machine.] (рос.)
35. 1 2 3  Рыбы Красной Книги Башкортостана - Стерлядь. Красная книга Южного Урала. Архів оригіналу за 19 квітня 2017. Процитовано 2 квітня 2017. [Архівовано 2017-04-19 у Wayback Machine.] (рос.)
36. 1 2 3  Рыбы Красной Книги Башкортостана - Форель ручьевая. Красная книга Южного Урала. Архів оригіналу за 24 березня 2017. Процитовано 2 квітня 2017. [Архівовано 2017-03-24 у Wayback Machine.] (рос.)
37. 1 2 3  Рыбы Красной Книги Башкортостана - Таймень. Красная книга Южного Урала. Архів оригіналу за 24 березня 2017. Процитовано 2 квітня 2017. [Архівовано 2017-03-24 у Wayback Machine.] (рос.)
38. 1 2 3  Рыбы Красной Книги Башкортостана - Европейский хариус. Красная книга Южного Урала. Архів оригіналу за 3 квітня 2017. Процитовано 2 квітня 2017. [Архівовано 2017-04-03 у Wayback Machine.] (рос.)
39. 1 2 3  Рыбы Красной Книги Башкортостана - Русская быстрянка. Красная книга Южного Урала. Архів оригіналу за 5 травня 2017. Процитовано 2 квітня 2017. [Архівовано 2017-05-05 у Wayback Machine.] (рос.)
40. 1 2 3  Рыбы Красной Книги Башкортостана - Обыкновенный подкаменщик. Красная книга Южного Урала. Архів оригіналу за 5 травня 2017. Процитовано 2 квітня 2017. [Архівовано 2017-05-05 у Wayback Machine.] (рос.)
41. 1 2 3  Амфибии Красной Книги Башкортостана - Гребенчатый тритон. Красная книга Южного Урала. Архів оригіналу за 3 квітня 2017. Процитовано 2 квітня 2017. [Архівовано 2017-04-03 у Wayback Machine.] (рос.)
42. 1 2 3  Амфибии Красной Книги Башкортостана - Прудовая лягушка. Красная книга Южного Урала. Архів оригіналу за 10 квітня 2017. Процитовано 2 квітня 2017. [Архівовано 2017-04-10 у Wayback Machine.] (рос.)
43. 1 2 3  Амфибии Красной Книги Башкортостана - Травяная лягушка. Красная книга Южного Урала. Архів оригіналу за 4 травня 2017. Процитовано 2 квітня 2017. [Архівовано 2017-05-04 у Wayback Machine.] (рос.)
44. 1 2 3  Рептилии Красной Книги Башкортостана - Болотная черепаха. Красная книга Южного Урала. Архів оригіналу за 3 квітня 2017. Процитовано 2 квітня 2017. [Архівовано 2017-04-03 у Wayback Machine.] (рос.)
45. 1 2 3  Рептилии Красной Книги Башкортостана - Веретеница ломкая. Красная книга Южного Урала. Архів оригіналу за 3 квітня 2017. Процитовано 2 квітня 2017. [Архівовано 2017-04-03 у Wayback Machine.] (рос.)
46. 1 2 3  Рептилии Красной Книги Башкортостана - Обыкновенная медянка. Красная книга Южного Урала. Архів оригіналу за 9 березня 2017. Процитовано 2 квітня 2017. [Архівовано 2017-03-09 у Wayback Machine.] (рос.)
47. 1 2 3  Рептилии Красной Книги Башкортостана - Узорчатый полоз. Красная книга Южного Урала. Архів оригіналу за 17 березня 2017. Процитовано 2 квітня 2017. [Архівовано 2017-03-17 у Wayback Machine.] (рос.)
48. 1 2 3  Рептилии Красной Книги Башкортостана - Водяной уж. Красная книга Южного Урала. Архів оригіналу за 3 квітня 2017. Процитовано 2 квітня 2017. [Архівовано 2017-04-03 у Wayback Machine.] (рос.)
49. 1 2 3  Рептилии Красной Книги Башкортостана - Степная гадюка. Красная книга Южного Урала. Архів оригіналу за 3 квітня 2017. Процитовано 2 квітня 2017. [Архівовано 2017-04-03 у Wayback Machine.] (рос.)
50. 1 2 3  Птицы Красной Книги Башкортостана - Чернозобая гагара. Красная книга Южного Урала. Архів оригіналу за 14 лютого 2017. Процитовано 2 квітня 2017. [Архівовано 2017-02-14 у Wayback Machine.] (рос.)
51. 1 2 3  Птицы Красной Книги Башкортостана - Серощекая поганка. Красная книга Южного Урала. Архів оригіналу за 14 лютого 2017. Процитовано 2 квітня 2017. [Архівовано 2017-02-14 у Wayback Machine.] (рос.)
52. 1 2 3  Птицы Красной Книги Башкортостана - Выпь. Красная книга Южного Урала. Архів оригіналу за 4 квітня 2017. Процитовано 2 квітня 2017. [Архівовано 2017-04-04 у Wayback Machine.] (рос.)
53. 1 2 3  Млекопитающие Красной Книги Башкортостана - Выхухоль. Красная книга Южного Урала. Архів оригіналу за 5 травня 2017. Процитовано 2 квітня 2017. [Архівовано 2017-05-05 у Wayback Machine.] (рос.)
54. 1 2 3  Млекопитающие Красной Книги Башкортостана - Ушастый еж. Красная книга Южного Урала. Архів оригіналу за 5 травня 2017. Процитовано 2 квітня 2017. [Архівовано 2017-05-05 у Wayback Machine.] (рос.)
55. 1 2 3  Млекопитающие Красной Книги Башкортостана - Малая Вечерница. Красная книга Южного Урала. Архів оригіналу за 18 березня 2017. Процитовано 2 квітня 2017. [Архівовано 2017-03-18 у Wayback Machine.] (рос.)
56. 1 2 3  Млекопитающие Красной Книги Башкортостана - Поздний кожан. Красная книга Южного Урала. Архів оригіналу за 4 квітня 2017. Процитовано 2 квітня 2017. [Архівовано 2017-04-04 у Wayback Machine.] (рос.)
57. 1 2 3  Млекопитающие Красной Книги Башкортостана - Северный кожанок. Красная книга Южного Урала. Архів оригіналу за 5 травня 2017. Процитовано 2 квітня 2017. [Архівовано 2017-05-05 у Wayback Machine.] (рос.)
58. 1 2 3  Млекопитающие Красной Книги Башкортостана - Нетопырь-карлик. Красная книга Южного Урала. Архів оригіналу за 3 квітня 2017. Процитовано 2 квітня 2017. [Архівовано 2017-04-03 у Wayback Machine.] (рос.)
59. 1 2 3  Млекопитающие Красной Книги Башкортостана - Нетопырь Натузиуса. Красная книга Южного Урала. Архів оригіналу за 19 квітня 2017. Процитовано 2 квітня 2017. [Архівовано 2017-04-19 у Wayback Machine.] (рос.)
60. 1 2 3  Млекопитающие Красной Книги Башкортостана - Водяная ночница. Красная книга Южного Урала. Архів оригіналу за 5 травня 2017. Процитовано 2 квітня 2017. [Архівовано 2017-05-05 у Wayback Machine.] (рос.)
61. 1 2 3  Млекопитающие Красной Книги Башкортостана - Ночница Наттерера. Красная книга Южного Урала. Архів оригіналу за 18 квітня 2017. Процитовано 2 квітня 2017. (рос.)
62. 1 2 3  Млекопитающие Красной Книги Башкортостана - Прудовая ночница. Красная книга Южного Урала. Архів оригіналу за 4 травня 2017. Процитовано 2 квітня 2017. [Архівовано 2017-05-04 у Wayback Machine.] (рос.)
63. 1 2 3  Млекопитающие Красной Книги Башкортостана - Степной сурок. Красная книга Южного Урала. Архів оригіналу за 4 травня 2017. Процитовано 2 квітня 2017. [Архівовано 2017-05-04 у Wayback Machine.] (рос.)
64. 1 2 3  Млекопитающие Красной Книги Башкортостана - Обыкновенная летяга. Красная книга Южного Урала. Архів оригіналу за 3 квітня 2017. Процитовано 2 квітня 2017. [Архівовано 2017-04-03 у Wayback Machine.] (рос.)
65. 1 2 3  Млекопитающие Красной Книги Башкортостана - Садовая соня. Красная книга Южного Урала. Архів оригіналу за 3 квітня 2017. Процитовано 2 квітня 2017. [Архівовано 2017-04-03 у Wayback Machine.] (рос.)
66. 1 2 3  Млекопитающие Красной Книги Башкортостана - Большой тушканчик. Красная книга Южного Урала. Архів оригіналу за 4 травня 2017. Процитовано 2 квітня 2017. [Архівовано 2017-05-04 у Wayback Machine.] (рос.)
67. 1 2 3  Млекопитающие Красной Книги Башкортостана - Степная (малая) пищуха. Красная книга Южного Урала. Архів оригіналу за 4 квітня 2017. Процитовано 2 квітня 2017. [Архівовано 2017-04-04 у Wayback Machine.] (рос.)
68. 1 2 3  Млекопитающие Красной Книги Башкортостана - Выдра. Красная книга Южного Урала. Архів оригіналу за 4 травня 2017. Процитовано 2 квітня 2017. [Архівовано 2017-05-04 у Wayback Machine.] (рос.)
69. 1 2 3  Млекопитающие Красной Книги Башкортостана - Норка европейская. Красная книга Южного Урала. Архів оригіналу за 5 травня 2017. Процитовано 2 квітня 2017. [Архівовано 2017-05-05 у Wayback Machine.] (рос.)
70. 1 2 3  Млекопитающие Красной Книги Башкортостана - Марал. Красная книга Южного Урала. Архів оригіналу за 4 травня 2017. Процитовано 2 квітня 2017. [Архівовано 2017-05-04 у Wayback Machine.] (рос.)